# Matyldzin (województwo mazowieckie)
Matyldzin – wieś w Polsce położona w województwie mazowieckim, w powiecie białobrzeskim, w gminie Stromiec.
Administracyjnie wieś wchodzi w skład sołectwa Lipskie Budy.
W latach 1975–1998 miejscowość administracyjnie należała do województwa radomskiego.
Wierni kościoła rzymskokatolickiego należą do parafii św. Teresy od Dzieciątka Jezus w Dobieszynie.